# 女巫 (電視劇)
《女巫》（英語：Churails）是一套巴基斯坦网络剧，在印度电视台Zindagi的OTT服务平台上播映。這齣電視劇的背景是巴基斯坦城市卡拉奇，主角是四名来自不同社经地位的女人开设偵探社调查不忠男人的故事。《女巫》的主题有别于一般的巴基斯坦电视剧，因此得到不少好评。但因其LGBTQ角色和大胆的题材而一度在巴基斯坦被禁播。

## 演員與角色

### 主要角色
- 莎瓦·吉拉尼 飾演 莎拉·汗（Sara Khan）
- 梅赫·班奴（英语：Mehar Bano） 飾演 祖拜达（Zubaida）。
- 妮姆拉·布查（英语：Nimra Bucha） 飾演 巴图（Batool Jan）。
- 雅絲拉·里茲維（英语：Yasra Rizvi） 飾演 贾格奴·乔杜里（Jugnu Chaudhry）。

### 常設角色
- 奧馬爾·拉納（英语：Omair Rana） 飾演 贾米尔·汗（Jameel Khan）。
- 阿德南·馬力克（英语：Adnan Malik） 飾演 KK。
- 伊曼·蘇萊曼（英语：Eman Suleman） 飾演 梅赫·侯赛恩（Mehak Hussain）。